# Renault FT-17

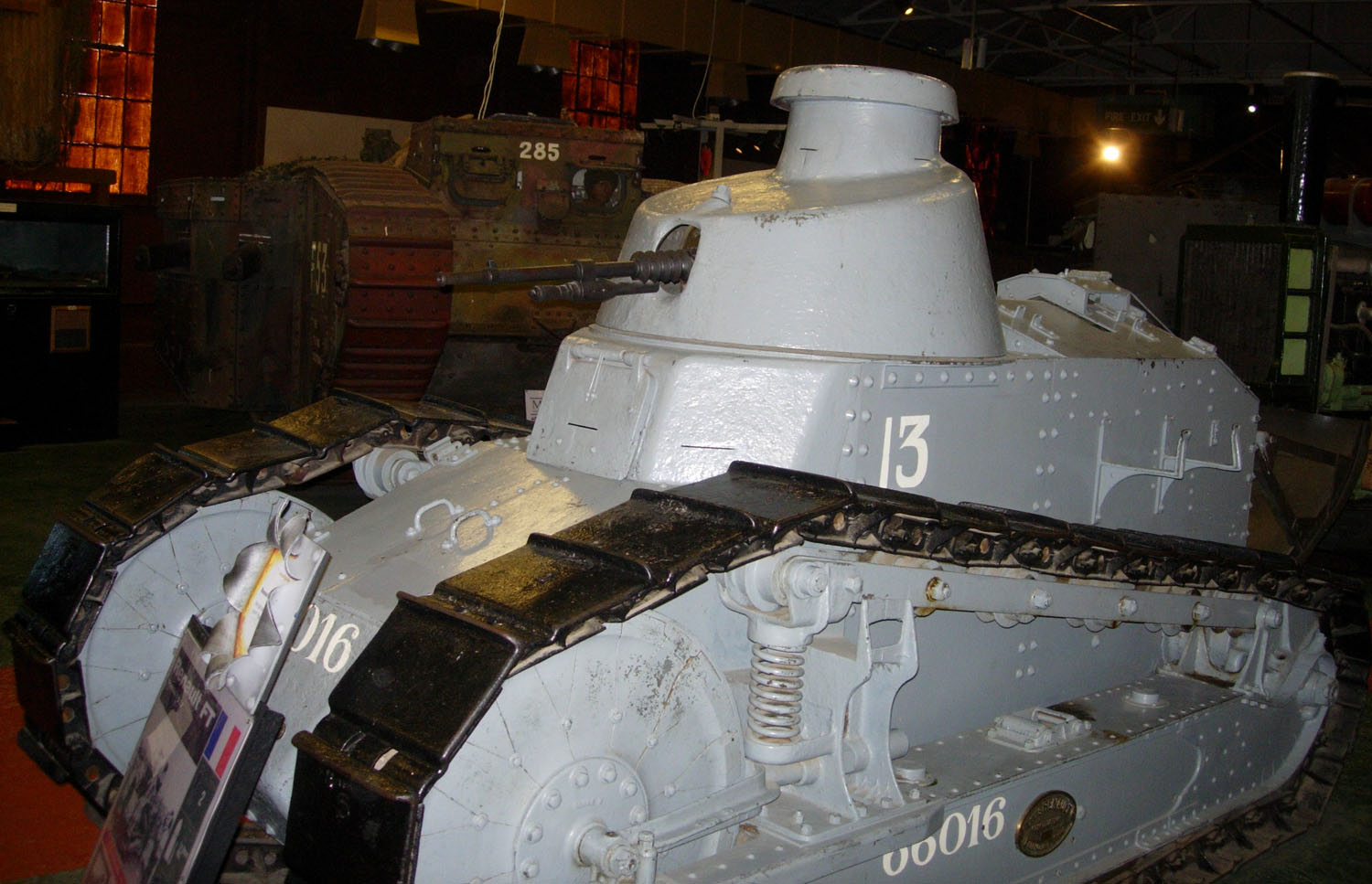
Xe tăng Renault FT 17 tại Bảo tàng Xe tăng Bovington

Renault FT 17 hay Automitrailleuse à chenilles Renault FT modèle 1917 là một loại xe tăng nhẹ của Pháp; nó thuộc loại một trong những thiết kế xe tăng có ảnh hưởng và mang tính cách mạng nhất trong lịch sử.

## Cấu tạo
FT 17 là xe tăng đầu tiên được trang bị một tháp pháo quay tự do, và kiểu bố trí tháp pháo phía trên, động cơ phía sau và người lái ngồi phía trước của nó đã trở thành kiểu quy ước, được áp dụng trên hầu hết xe tăng cho đến tận ngày nay; ở thời ấy nó là kiểu thiết kế mang tính cách mạng, nhà sử học về xe thiết giáp Steven Zaloga đã gọi nó là "chiếc xe tăng hiện đại đầu tiên của thế giới".Có 84 xe Renault FT-17 sản xuất trong năm 1917 nhưng 2697 xe được giao cho quân đội trong chiến tranh, trong khi Char 2C không kịp tham chiến (và có 20 A7V). Xe rất nhỏ, có giáp như những xe lớn. Tổ lái rất it: chỉ có hai người. Tuy nhỏ nhưng xe cơ động vì hệ số dùng động cơ là 6 so với 3-4 của các xe lớn. Một ưu điểm nữa của xe nhỏ là nhíp ô tô. Ưu điểm lớn nhất của xe là số lượng khổng lồ. Xe dùng rất rộng rãi.
Nhược điểm chính của xe là súng quá yếu. Xe sử dụng hai loại súng, đại liên 7,92mm và cối bắn góc thấp 37mm. Ngần đó đủ để chống bộ binh trong chiến hào, nhưng không thể bắn công sự kiên cố và càng không thể bắn mục tiêu xe cộ di động, hoàn toàn không có khả năng đấu tăng. Điều này càng làm xe này thành công vì nó xuất hiện cuối chiến tranh, Đức không chế tạo thêm được xe thiết giáp mới để đấu với nó. Nhờ danh tiếng khi đó, xe FT 17 này và các phiên bản tiến được Pháp, Ba Lan và Trung Hoa Dân Quốc dùng rộng rãi đến Thế chiến 2, dẫn đến việc các nước này bại trận rất nhanh chóng. Xe cũng được Ý và Nga sản xuất.
Có lẽ xe Renault FT-17 điển hình cho ngày đó, trông rất giông xe tăng nhưng lại không có tính năng chính của xe tăng là đấu tăng.

## Phát triển
The FT was designed and produced by the Société des Automobiles Renault (Renault Automobile Company), one of France's major manufacturers of motor vehicles then and now.

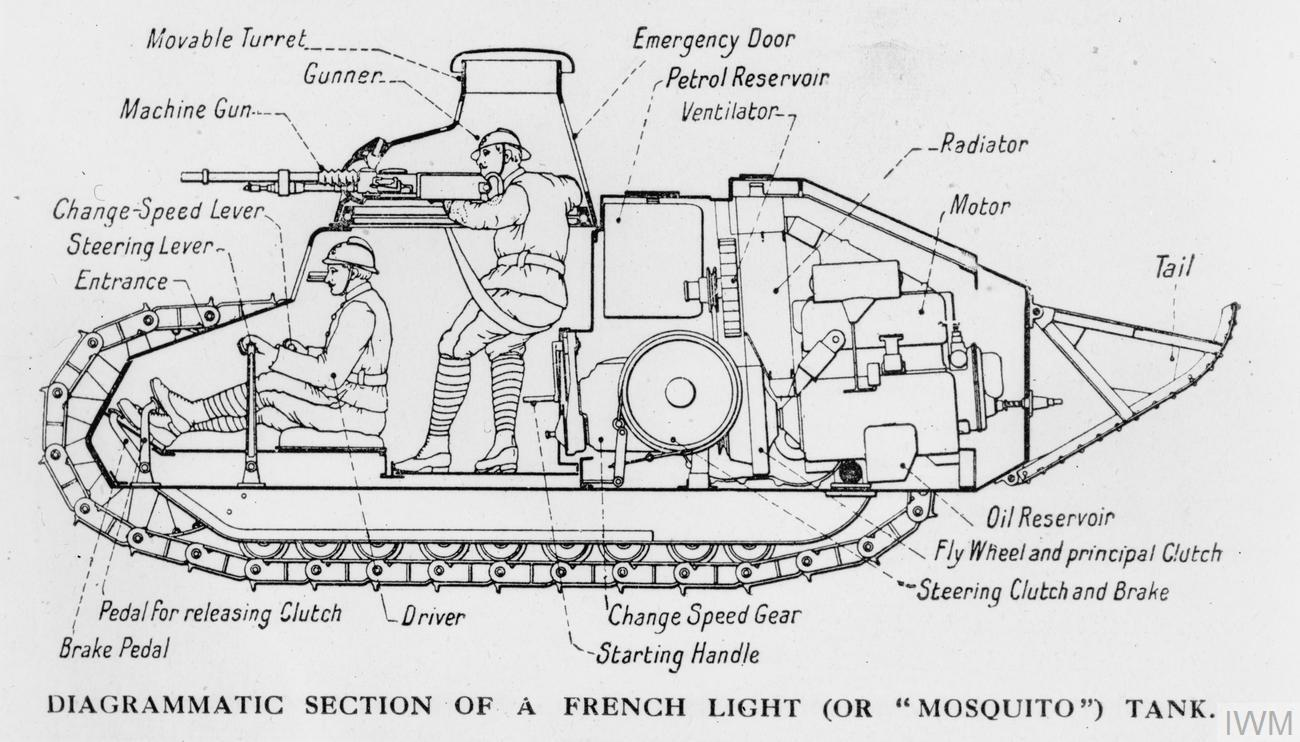
Bố cục FT Char Mitrailleuse)

It is thought possible that Louis Renault began working on the idea as early as ngày 21 tháng 12 năm 1915, after a visit from Colonel J. B. E. Estienne. Estienne had drawn up plans for a tracked armoured vehicle based on the Holt caterpillar tractor, and, with permission from General Joffre, approached Renault as a possible manufacturer. Renault declined, saying that his company was operating at full capacity producing war materiel and that he had no experience of tracked vehicles. Estienne took his plans to the Schneider company, where they became France's first operational tank, the Schneider CA.
At a later, chance meeting with Renault on ngày 16 tháng 7 năm 1916, Estienne asked him to reconsider, which he did. The speed with which the project then progressed to the mock-up stage has led to the theory that Renault had been working on the idea for some time.

Vị trí phi hành đoàn

Louis Renault himself conceived the new tank's overall design and set its basic specifications. He imposed a realistic limit to the FT's projected weight, which could not exceed 7 tons. Louis Renault was unconvinced that a sufficient power-to-weight ratio could be achieved with the production engines available at the time to give sufficient mobility to the heavy tank types requested by the military. Renault's most talented industrial designer, Rodolphe Ernst-Metzmaier, generated the FT's detailed execution plans. Charles-Edmond Serre, a long time associate of Louis Renault, organized and supervised the new tank's mass production. The FT's tracks were kept automatically under tension to prevent derailments, while a rounded tail piece facilitated the crossing of trenches. Because the engine had been designed to function normally under any slant, very steep slopes could be negotiated by the Renault FT without loss of power. Effective internal ventilation was provided by the engine's radiator fan, which drew its air through the front crew compartment of the tank and forced it out through the rear engine's compartment.
Renault's design was technically far more advanced than the other two French tanks at the time, namely the Schneider CA1 (1916) and the heavy Saint-Chamond (1917). Nevertheless, Renault encountered some early difficulties in getting his proposal fully supported by Estienne. After the first British use of heavy tanks on ngày 15 tháng 9 năm 1916 during the Battle of the Somme, the French military still pondered whether a large number of light tanks would be preferable to a smaller number of superheavy tanks (the later Char 2C). On ngày 27 tháng 11 năm 1916, Estienne had sent to the French Commander in Chief a personal memorandum proposing the immediate adoption and mass manufacture of a light tank based on the specifications of the Renault prototype. After receiving two large government orders for the FT tank, one in April 1917 and the other in June 1917, Renault was at last able to proceed. His design remained in competition with the superheavy Char 2C until the end of the war.
The prototype was refined during the second half of 1917, but the Renault FT remained plagued by radiator fan belt problems throughout the war. Only 84 were produced in 1917, but 2,697 were delivered to the French army before the Armistice.

## Những nước sử dụng
Afghanistan
 Bỉ
 Brasil
 Tiệp Khắc
 Estonia
 Phần Lan
 Pháp
 Đức (Đệ nhị Đế chế)
 Đức (Đệ tam Đế chế)
 Iran
 Nhật Bản
 Litva
 Hà Lan
 Ba Lan
 România
 Bạch vệ Nga
 Liên Xô
 Tây Ban Nha
 Thụy Sĩ
 Thổ Nhĩ Kỳ
 Hoa Kỳ
 Vương quốc Nam Tư
  Trung Quốc

## Tham chiến
- Thế chiến I
- Nội chiến Nga
- Chiến tranh Ba Lan-Liên Xô
- Nội chiến Trung Quốc
- Nội chiến Tây Ban Nha
- Thế chiến II
- Chiến tranh Pháp-Thái

## Các phiên bản
- Char à canon 37
- Char mitrailleur
- FT 75 BS
- Char signal
- FT-17 modifié 31
- Six Ton Tank Model 1917
- Russkiy Reno
- FIAT 3000